# Antonio Maria Graziani

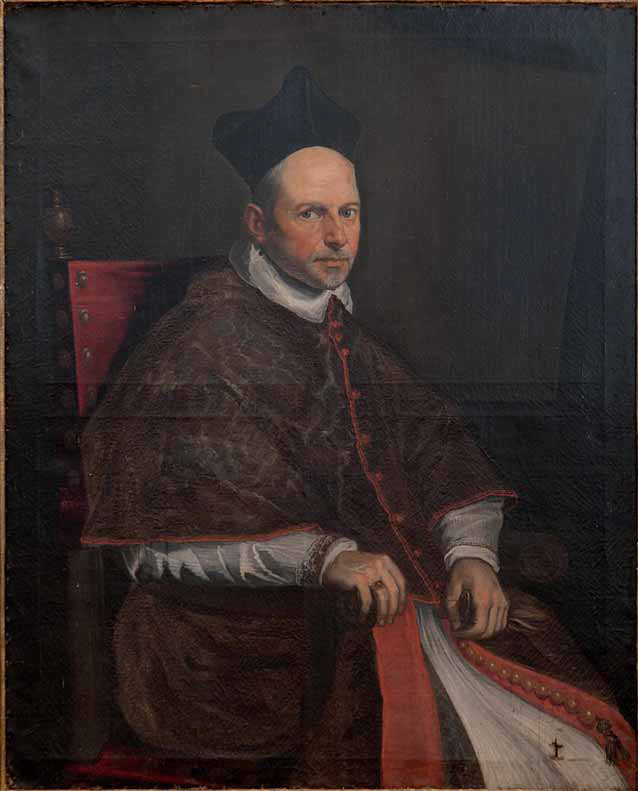
Antonio Maria Graziani als Nuntius in Venedig, Porträt von Domenico Tintoretto (1598)

Antonio Maria Graziani (* 23. Oktober 1537 in Borgo San Sepolcro; † 16. April 1611 in Amelia) war ein italienischer Bischof, Historiker und Humanist.

## Leben
Nach dem Rechtsstudium in Padua war Graziani 25 Jahre Mitarbeiter und Vertrauter des Kardinals Commendone, dessen Biografie er verfasste. Nach dem Tod Commendones 1584 wurde er von Sixtus V. zum Brevensekretär und zum Betreuer des Kardinalnepoten Alessandro Peretti ernannt, dem Graziani auch nach dem Tode des Großonkels als Konklavist zur Seite stand. Clemens VIII. beförderte ihn 1592 zum Bischof von Amelia. Von 1596 bis 1598 war er Nuntius in Venedig. Sein Archiv ist im Besitz der Familie,  bis 1996 in Città di Castello, seither in der Villa Graziani in Vada, Rosignano Marittimo. 1967 und 1970 wurden Teile des Archivs von den Departments of Special Collections, Kenneth Spencer Research Library der University of Kansas erworben.

## Veröffentlichungen (Auswahl)
- De Bello Cyprio libri quinque. Rom 1624 (Digitalisat)
- De Vita Joannis Francisci Commendoni Cardinalis Libri Quatuor. Paris 1669 (Digitalisat)